# Ecomuseo de Somiedo
El ecomuseo de Somiedo , es un museo que pertenece a la Red de museos etnográficos de Asturias, España. Se encuentra situado en las localidades asturianas de Caunedo y Veigas, ambas en el concejo de Somiedo. 
El museo pretende resaltar los oficios tradicionales de la zona así como las construcciones de cubierta vegetal.

## El museo
El museo está dividido en dos sedes:
- Casa de oficios: Situada en Caunedo, la casa de oficios recoge la tradición ancestral de los pobladores del lugar para utilizar los recursos de la zona para su provecho con un mínimo cambio del entorno. Aquí se pueden ver los útiles de madreñeiros, goxeiros, ferreiros, carpinteiros, filanderas, etc., todo ello conseguido gracias a las donaciones de los habitantes de la zona. También se explica la historia del edificio que alberga el museo, y es la antigua escuela de Caunedo. En otro espacio se da a conocer los tipos de trashumancia de Somiedo, la ganadería, las brañas.

- Casa cubierta de escoba: Situada en la localidad de Veigas, aquí se muestra la construcción popular de la zona, que tiene su máxima expresión en el teito. En este pueblo se encuentran tres casas a modo de ejemplo, en las que se puede observar tanto las dependencias como el mobiliario original de los pobladores. Cada casa corresponde a un estilo y época diferente por lo que podemos observar la evolución de la construcción rural.